# Marco Polos resor
Marco Polos resor (alternativt Il Milione eller Devisament dou Monde) är en bok skriven år 1298 till 1299 av resenären Marco Polo från Venedig och författaren Rustichello från Pisa. Boken är både en reseberättelse och en världsskildring baserat på Marco Polos egen resa 1271 till 1295 till Fjärran Östern och framförallt till Kina. Boken innehåller mycket detaljerade beskrivningar av historiska händelser, byggnader och företeelser, och är idag en viktig historisk källa. Många företeelser beskrevs för första gången i västvärlden i Marco Polos resor.
Efter att Marco Polo kommit tillbaka till Venedig efter sin resa blev han fängslad 1298 efter ett sjöslag mellan Genua och Venedig. I fängelset träffade Marco Polo författaren Rustichello. Enligt traditionen dikterade Marco Polo sin historia för Rustichello i fängelset, som skrev ner historien på franska, med starka inslag av italienska. Modern forskning hävdar att Marco Polo eventuellt skrev en betydande del själv och bara fick hjälp med utredigeringen av Rustichello. Sommaren 1299 släpptes de från fängelset.

## Handling och innehåll
Boken handlar om resan till Fjärran Östern som Marco Polo gjorde tillsammans med sin far Niccolò Polo och farbror Maffeo Polo från 1271 till 1295. Resan gick från Venedig över Mellanöstern, Centralasien vidare till Kina och till Khanbalik (dagens Peking). I Kina tjänstgjorde de hos Yuandynastins kejsare Kubilai khan. Marco Polo vann Kubilai khans förtroende, och han skickades på olika uppdrag i riket. Återresan hem efter drygt 16 år i Kina gjordes sjövägen.
Boken är inte en renodlad reseberättelse utan en utbildande världsskildring. Innehållet är en blandning ev Marco Polos egna upplevelser, hörsägen och legender beskrivna i ett didaktiskt syfte. Det är inte alltid tydligt när en plats beskrivs i boken huruvida Marco Polo själv besökt platsen. Boken beskriver olika folkslags skiftande seder och bruk och deras levnadsförhållanden och tankesätt. Städer, byggnader och arkitektur beskrivs med mycket målande ord. Även vissa fältslag och belägringar är dokumenterade. Olika mineraler, ädla stenar, växter och djur är noga beskrivna. Konst och musik beskrivs dock mycket sparsamt. Kubilai khan framställs mycket positivt och närmast okritiskt. Namn på platser och städer är oftast skrivna på mongoliska eller persiska. Boken är inte alltid skriven i kronologisk ordning vilket kan göra den svårförstådd, och Marco Polos kronologiska uppgifter är inte alltid tillförlitliga.
| ”                                                  | [..] Palatset innehåller ett stort antal särskilda rum som alla är utomordentligt vackra och så beundransvärt inredda, att det tycks omöjligt att kunna föreslå någon förbättring i deras arrangemang. [...] | „ |
| – Marco Polo om Khubilai khans palats i Khanbalik. | |   |

Det är i Marco Polos bok som européer för första gången kunde läsa om porslin, stenkol, bergolja och asbest. Även platser som Pamir, Japan och Madagaskar beskrivs för första gången i västvärlden i boken. Det är också i Marco Polos resor som en vederhäftig skildring av Buddhas liv kom till Europa.

## Utgåvor

### Namn
Det franska originalutförandet namnges vanligen Le Devisement du Monde ("Beskrivningen av världen"), baserat på ett "fransk-italienskt" originalmanuskript med titeln Devisament dou Monde. Senare franska versioner har kallats Le Livre des Merveilles du Monde ("Boken om världens underverk") eller Li Livres du garant Caam ("Boken om den stora khanen").
Senare italienska kopior heter ofta Il Milione ('miljonen'); detta skulle kunna översättas som "lögnare" men tros snarare syfta till Polos familjenamn. Namnet Marco Polos resor blev vanligt  i översättningar från 1600-talet och senare.

### Kopior

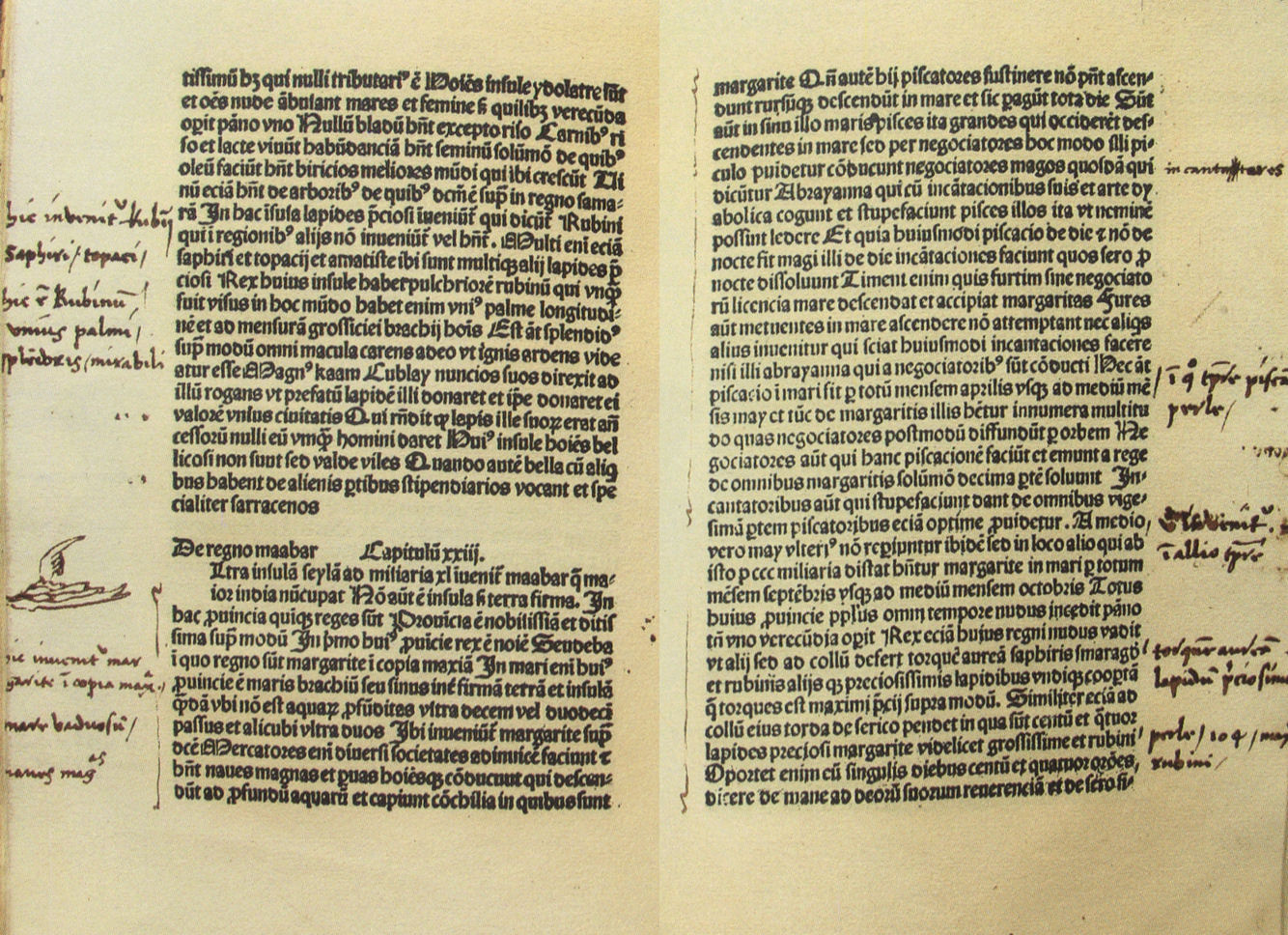
Christofer Columbus anteckningar i hans exemplar av Marco Polos resor.

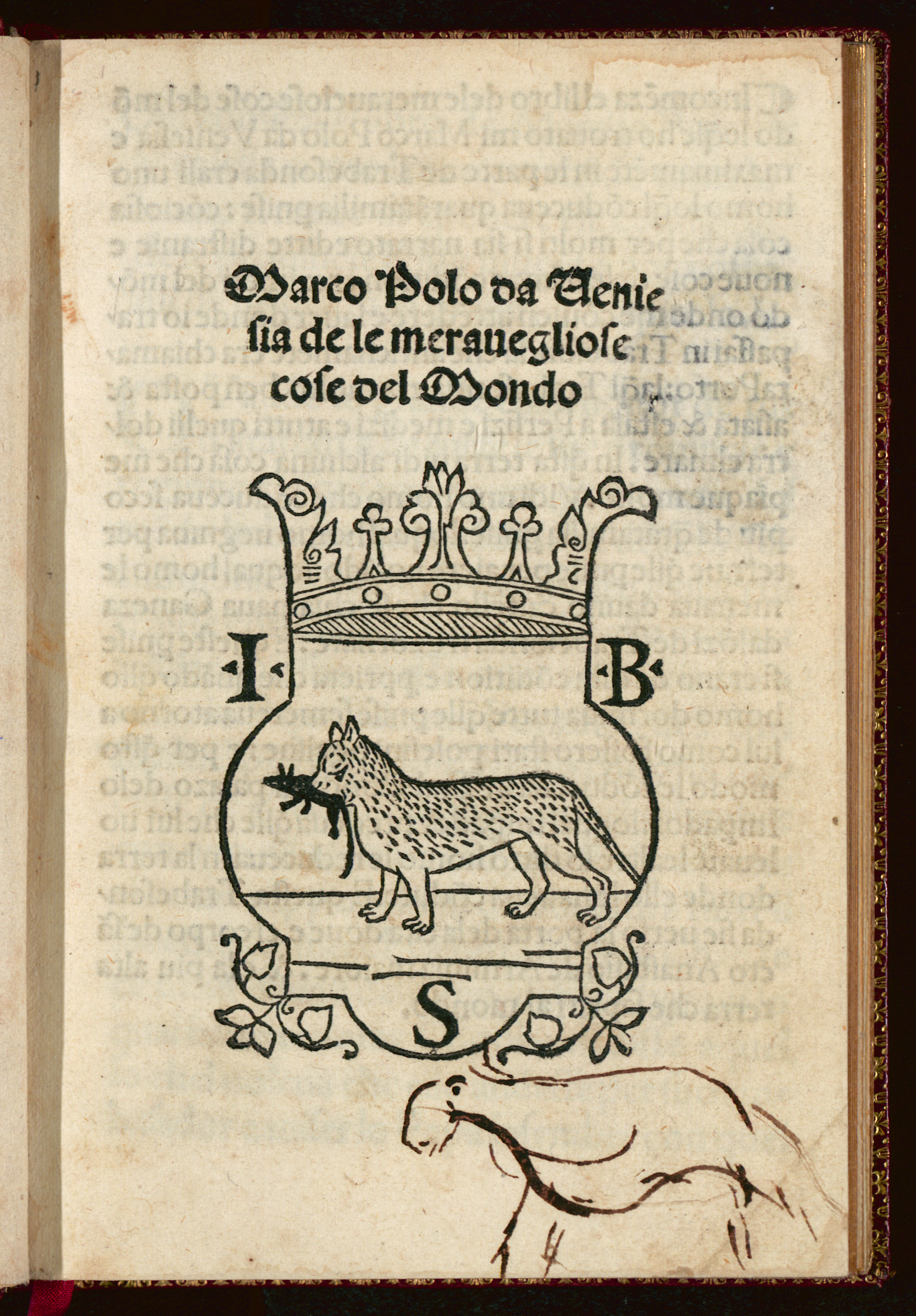
Delle meravigliose cose del mondo från 1496.

Originalet som skrevs i Genua av Rustichello finns inte bevarad, men boken blev snabbt kopierad i en rad olika versioner.
Inte heller någon kopia i första ledet finns bevarad, men däremot kopior av första ledets kopia. De kopior som finns är alla olika. Dels så kan de bero på att olika översättare har valt att prioritera olika delar, och att rena fel har begåtts när manuskripten översatts. Det kan även vara så att Marco Polo själv släppte olika versioner av sitt verk. I dag existerar 143 olika handskrivna kopior.
Några betydelsefulla kopior i urval:
- Det äldsta existerande manuskriptet av Marco Polos resor är Le Devisement du monde från 1310[9] och finns på Bibliothèque nationale de France i Paris (BnF MS fr. 1116[10]) och är skrivet på en fransk-italiensk dialekt.
- På Kungliga biblioteket i Stockholm finns en handskrift på pergament skriven på franska (Signum M 304[11]). Kopian är daterad till runt 1350 och är en av de äldsta existerande kopiorna på franska.[4] (Kungliga biblioteket har även en andra version av Marco Polos resor: Signum M 305[11])
- British Library har ett exemplar på latin från slutet av 1300-talet som är baserad på Francesco Pipinos översättning från 1320.[12]
- På Biblioteca Colombina i Sevilla finns Christofer Columbus personliga kopia från 1400-talet bevarad med Columbus egna anteckningar i marginalerna.[3]
- I Bibliothèque nationale de France i Paris finns en mycket vacker version på franska (Le Livre des merveilles) från år 1400.[13]
- Den första tryckta kopian av Marco Polos resor publicerades 1477 och var på tyska.[2][3]
- 1559[2] kom Giambattista Ramusios andra tryckta upplaga ut på italienska som är en vanlig källa för översättningar till andra språk. För vissa delar av Marco Polos resor är denna upplaga den enda existerande källan.[3]
- Henry Yule publicerade först 1871 en version vars tredje upplaga från 1903 är en högt ansedd källa.[3]
- 1938 publicerade A. C. Moule en upplaga baserad på 18 av de viktigaste förlagorna.[3]
- Penguin Classics gav 1958 ut en översättning (The Travels of Marco Polo, ISBN 978-0140440577) där namnen på orter har bytts ut mot dagens namn.[14]
- Paul Pelliot publicerade 1959 en översättning (Marco Polo The Description of the World) som har stor auktoritet och är baserat på ett manuskript från 1795, som i sin tur baserats på ett manuskript från år 1400.[15]

## Kritik
Marco Polos resor har ibland kritiserats för att inte vara autentisk och Marco Polo därmed aldrig skulle ha besökt Kina utan enbart eller till stor del publicerat andrahandsuppgifter. Den vanligaste kritiken bygger på att en rad karakteristiska kinesiska egenheter inte är nämnda i boken såsom tekulturen, den kinesiska skriften, krutet, ätpinnar, bundna fötter och att kinesiska muren inte är nämnd. Marco Polo skulle även enligt boken även varit ståthållare i Yangzhou, men förteckningen över stadens ståthållare finns bevarad, och där är han inte nämnd. Marco Polo är inte heller nämnd i några andra kinesiska källor.
En tongivande kritiker är Frances Wood som 1995 publicerat boken Did Marco Polo go to China? där tesen att Marco Polo aldrig passerade Svarta havet redovisas. Utöver ovan nämnda brister framför Wood även att Marco Polo beskriver att den mongoliska flottans skepp hade fem master, men arkeologiska fynd har bara bekräftat båtar med tre master. Som en motvikt till Frances Woods bok publicerade Hans Ulrich Vogel 2012 boken Marco Polo Was in China där Woods kritik bemöts med motargument. Vogel skriver även i sin bok att Marco Polo beskriver flera egenheter som inte tidigare dokumenterats vare sig i Europa, arabvärlden eller Persien. Detta gäller till exempel Marco Polos beskrivning av valutor och saltproduktion.

## Reseskildringar om Fjärran Östern före Marco Polo
År 1245 skickade påven Innocentius IV munken Johannes de Plano Carpini till mongolväldet, och hans reseberättelse Historia Mongalorum finns bevarad. Vilhelm av Ruysbroek besökte mongolväldet 1252 till 1255, och hans reseberättelse dokumenterades som William of Rubruck's Account of the Mongols.